# Andrij Rad´
Andrij Wołodymyrowycz Rad´, ukr. Андрій Володимирович Радь (ur. 16 marca 1988 we Lwowie) – ukraiński piłkarz, grający na pozycji bramkarza.

## Kariera piłkarska

### Kariera klubowa
Wychowanek Szkoły Kultury Fizycznej we Lwowie. Pierwszy trener - Wołodymyr Wilczynski. W 2006 rozpoczął karierę piłkarską w drugiej drużynie Karpaty Lwów. Od początku 2007 bronił barw FK Lwów. 2 sierpnia 2008 debiutował w Premier-lidze w meczu z Dniprem Dniepropetrowsk. W październiku 2008 podczas meczu o Puchar Ukrainy doznał kontuzji kolana (zerwanie więzadła krzyżowego). Bramkarza przeszedł operację chirurgiczną w klinice Jarosława Lińka w Kijowie. W lutym 2010 roku podczas obozu szkoleniowego klubu w Turcji bramkarz ponownie odczuł skutki kontuzji. 5 lipca 2011 podpisał kontrakt z Obołonią Kijów. Latem 2012 odszedł do Krymtepłyci Mołodiżne. Podczas przerwy zimowej sezonu 2012/13 zasilił skład Desny Czernihów.

### Kariera reprezentacyjna
W 2008 był powoływany do młodzieżowej reprezentacji Ukrainy.

## Sukcesy i odznaczenia

### Sukcesy klubowe
- wicemistrz Pierwszej lihi Ukrainy: 2008